# Neil deGrasse Tyson
Neil deGrasse Tyson (New York, 5 oktober 1958) is een Amerikaanse astrofysicus en wetenschapscommunicator. Hij houdt zich onder meer bezig met stervorming, exploderende sterren, dwergstelsels en de structuur van de Melkweg. Dit doet hij met behulp van informatie van de Hubble Ruimtetelescoop en telescopen in Californië, New Mexico, Arizona en in het Chileense Andesgebergte.
Tyson ziet het als zijn taak om wetenschap en astronomie naar een groter publiek te brengen. Daarom schuift hij veelvuldig aan bij talkshows, doet hij mee aan tours langs universiteiten, heeft hij zijn eigen podcast en presenteerde hij de Amerikaanse televisieserie Cosmos: A Spacetime Odyssey.

## Vroege leven
Tyson werd geboren als de middelste van drie kinderen in Manhattan te New York en groeide op in the Bronx. Zijn moeder Sunchita Feliciano Tyson was gerontologe, en zijn vader Cyril deGrasse Tyson was socioloog, humanresource-commissaris voor burgemeester John Lindsay van New York, en de eerste directeur van Harlem Youth Opportunities Unlimited. Tyson ging naar de Bronx High School of Science (1972–1976, nadruk op astrofysica), waar hij aanvoerder van het worstelteam was en hoofdredacteur van het schoolblad Physical Science Journal. Tyson had nadat hij op zijn 9e het Hayden Planetarium had bezocht een blijvende interesse in astronomie. In zijn tienerjaren studeerde hij obsessief sterrenkunde en verwierf ten slotte zelfs enige bekendheid in de astronomische gemeenschap door er als 15-jarige lezingen over te geven. Tyson herinnert zich dat "die indruk [van de nachtelijke sterrenhemel] zo sterk was dat ik zeker wist dat ik geen enkele keuze had en dat het heelal mij riep."
Astronoom Carl Sagan, die faculteitslid was aan de Cornell-universiteit, probeerde Tyson voor Cornell te werven voor academisch onderwijs. Tijdens een interview met schrijver Daniel Simone zei Tyson: "Het was opmerkelijk dat toen ik mij aanmeldde bij Cornell mijn aanvraag droop van mijn passie voor het bestuderen en onderzoeken van het heelal. Op de een of andere manier bracht de toelatingsafdeling mijn aanvraag onder de aandacht van wijlen dr. Sagan. Hij nam zelfs het initiatief om me te contacteren. Hij was erg inspirerend en had een uiterst krachtige invloed. Dr. Sagan was zo groot als het heelal, een doeltreffende mentor." Tyson besloot echter om naar de Harvard-universiteit te gaan, waar hij in het Currier House woonde. Hij was lid van het roeiteam in zijn eerste jaar, maar
ging opnieuw worstelen en werd ten slotte een letterman in zijn laatste jaar. Naast worstelen en roeien in zijn studietijd deed hij aan dansen, waaronder jazzballet, ballet, Afro-Caribbean en Latin Ballroom.
Tyson behaalde in 1980 zijn Bachelor of Arts in de natuurkunde aan Harvard en begon zijn academische carrière aan de Universiteit van Texas in Austin, waar hij in 1983 zijn Master of Arts in de astronomie behaalde. In 1985 won hij een gouden medaille met de dansgroep van de Universiteit van Texas bij een nationale wedstrijd in de International Latin Ballroom stijl. Tyson ging in 1988 over naar de Columbia-universiteit nadat zijn comité werd opgeheven. Aan de Columbia-universiteit behaalde hij in 1989 zijn Master of Philosophy in de astrofysica en in 1991 zijn Doctor of Philosophy in de astrofysica.

## Loopbaan

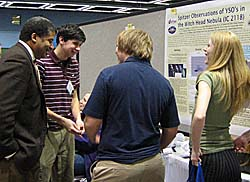
Tyson met studenten op de American Astronomical Society-bijeenkomst 2007

Tysons onderzoek concentreerde zich op waarnemingen in de kosmologie, sterevolutie, galactische astronomie en stervorming. Hij heeft verscheidene ambten bekleed aan instellingen als de Universiteit van Maryland, de Princeton-universiteit ("astronomie voor niet-wetenschappers") en het Hayden Planetarium van het American Museum of Natural History, dat ooit zijn interesse voor astronomie had gewekt en waarvan hij sinds 1996 directeur is.
Tyson heeft een aantal populaire boeken over astronomie geschreven. In 1995 begon hij de "Universe"-column te schrijven voor het tijdschrift Natural History. In een column uit 2002 muntte Tyson de term "Manhattanhenge" om de twee dagen te beschrijven waarop de avondzon precies overeenkomt met het stratenplan van Manhattan, zodat de zonsondergang zichtbaar wordt in straten zonder zichtsbelemmering. Tysons column beïnvloedde ook zijn werk als professor bij The Great Courses, een reeks digitale opnamen van academische lezingen.
In 2001 benoemde de Amerikaanse president George W. Bush Tyson voor de Commissie over de Toekomst van de Ruimte-industrie van de Verenigde Staten en in 2004 voor de Presidentiële Commissie voor de Implementatie van het Ruimteverkenningsbeleid van de Verenigde Staten, waarvan de laatste beter bekend was onder de naam "Moon, Mars, and Beyond"-commissie ("Maan, Mars en Verder"). Kort daarna ontving hij de NASA Distinguished Public Service Medal, de hoogste burgerlijke eer die de NASA toekent.
In 2004 presenteerde hij de vierdelige miniserie Origins van het populair-wetenschappelijke televisieprogramma Nova, en schreef samen met Donald Goldsmith het bijbehorende boek Origins: Fourteen Billion Years Of Cosmic Evolution. Hij werkte opnieuw met Goldsmith samen als verteller in de documentaire 400 Years of the Telescope, die in 2009 door PBS werd uitgezonden.

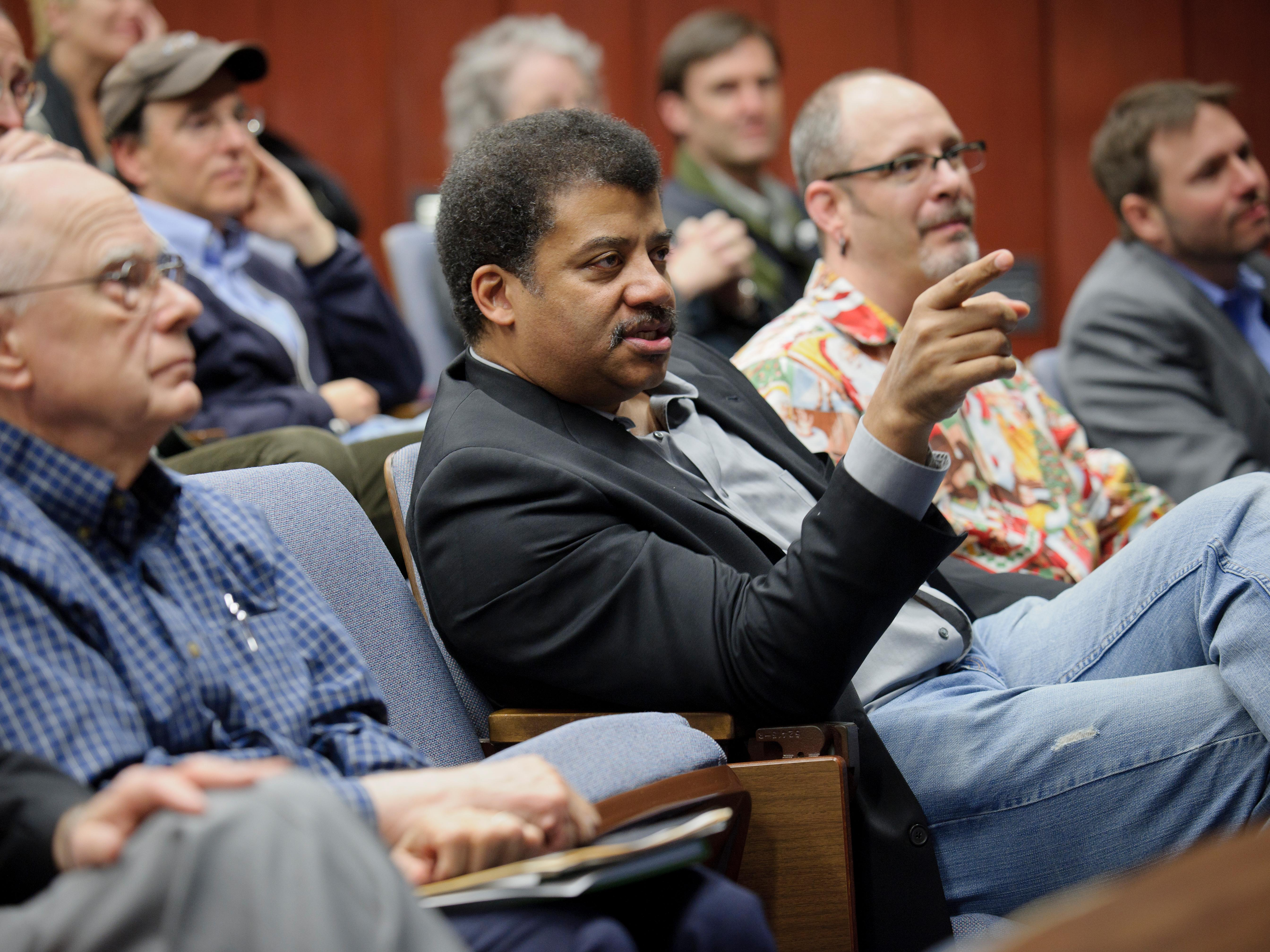
Tyson in december 2011 op een bijeenkomst 1000 dagen na de lancering van de Kepler-satelliet

Als directeur van het Hayden Planetarium wist Tyson traditioneel denken om te buigen om Pluto niet langer de negende planeet te noemen in tentoonstellingen van het centrum. Tyson legde uit dat hij wilde kijken naar overeenkomsten tussen objecten door de aardse planeten samen te groeperen, de gasreuzen samen, en Pluto samen met gelijkaardige objecten en af te stappen van eenvoudigweg de planeten te tellen. Bij The Colbert Report, The Daily Show en BBC Horizon heeft hij gezegd dat deze beslissing hem een heleboel haatmails heeft opgeleverd, vooral van kinderen. In 2006 bevestigde de Internationale Astronomische Unie (IAU) deze overweging door Pluto voortaan als dwergplaneet te classificeren. Daniel Simone beschreef Tysons frustratie in een interview: "Een tijdlang waren wij hier in het Hayden Planetarium niet erg populair."
Tyson verhaalde de verhitte online-discussie op het Cambridge Conference Network (CCNet), een "breed gelezen, in Groot-Brittannië gebaseerde internetchatgroep", na Benny Peisers hernieuwde oproep om Pluto's status te reclassificeren. Peisers lemma, waarin hij artikelen plaatste van de AP en Boston Globe, kwam voort uit het New York Times-artikel genaamd "Pluto's Not a Planet? Only in New York" ("Is Pluto geen planeet? Alleen in New York").
Tyson is vice-president, president en voorzitter geweest van het bestuur van de The Planetary Society. Hij was ook de gastheer van het PBS-programma Nova ScienceNow tot 2011. Hij sprak op het symposium Beyond Belief: Science, Religion, Reason and Survival in november 2006, waar hij zijn presentatie The Perimeter of Ignorance hield. In 2007 werd Tyson, die bekendstaat om zijn energieke karakter, vriendelijke optreden en ontzag voor de omvang van het heelal, verkozen om de populaire serie The Universe op History te presenteren.
In mei 2009 lanceerde hij een één uur durend radiopraatprogramma met de naam StarTalk ("SterrenPraat"), dat hij samen met de comédienne Lynne Koplitz presenteerde. Het programma werd uitgezonden op zondagnamiddagen op KTLK AM in Los Angeles en WHFS in Washington DC. Het programma duurde dertien weken, maar werd in december 2010 voortgezet en toen gepresenteerd met de komieken Chuck Nice en Leighann Lord in plaats van Koplitz. Gasten variëren van wetenschapscollega's tot beroemdheden zoals Gza, Wil Wheaton, Sarah Silverman en Bill Maher. Het programma is ook op internet te volgen, zowel live als in de vorm van een podcast.
In april 2011 was Tyson de hoofdspreker op de 93e International Convention of the Phi Theta Kappa International Honor Society of the Two-year School. James Randi en hij gaven een lezing, Skepticism geheten, hetgeen rechtstreeks verbonden was met het thema van de conventie, The Democratization of Information: Power, Peril, and Promise ("De democratisering van informatie: Macht, Gevaar en Belofte").
In 2012 kondigde Tyson aan dat hij zou verschijnen in een YouTube-serie op basis van zijn radioprogramma StarTalk. Er is nog geen datum aangekondigd waarop deze in première zal gaan, maar zij zal worden uitgezonden op het YouTube-kanaal van The Nerdist Podcast.

## Opvattingen

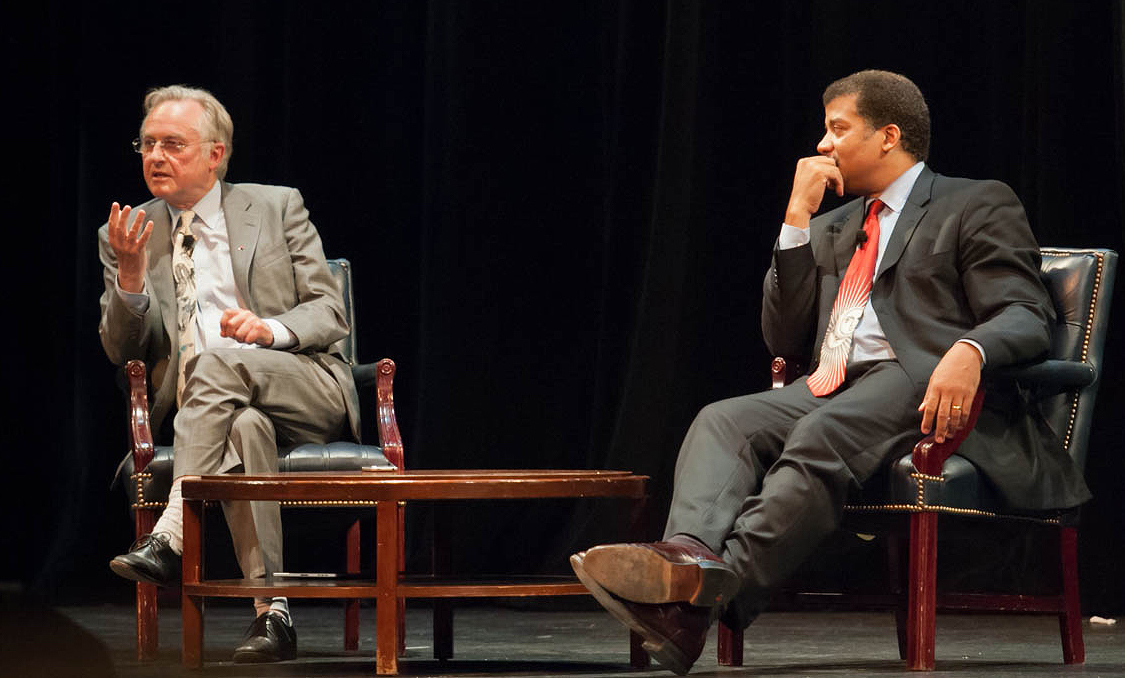
Tyson in gesprek met Richard Dawkins op de Howard-universiteit, september 2010.

Tyson heeft gesteld dat het concept van intelligent design de vooruitgang van wetenschappelijke kennis belemmert. Gevraagd of hij geloofde in een hogere macht antwoordde Tyson: "Iedere beschrijving van een hogere macht die ik ben tegengekomen, uit alle religies die ik heb gezien, bevat vele uitspraken met betrekking tot de goedheid van die macht. Als ik naar het heelal kijk en naar alle manieren waarop dat ons wil doden, vind ik dat moeilijk te verzoenen met uitspraken over weldoenerij." In een interview in de podcast Point of Inquiry definieerde Tyson zichzelf als agnost.
Tyson heeft uitgebreid geschreven en uitgezonden over zijn opvattingen over religie, spiritualiteit en de spiritualiteit van de wetenschap, waaronder de verhandelingen "The Perimeter of Ignorance" en "Holy Wars", die beide verschenen in het tijdschrift Natural History magazine en in de workshop Beyond Belief van 2006. Tyson heeft met evolutiebioloog Richard Dawkins samengewerkt en met hem gesprekken gevoerd over religie en wetenschap.
Tyson woonde vlak bij het World Trade Center en was ooggetuige van de Aanslagen op 11 september 2001. Hij heeft een wijd verspreide brief geschreven over wat hij heeft gezien. Filmmateriaal dat hij die dag heeft geproduceerd, werd in 2008 gebruikt voor de documentaire 102 Minutes That Changed America.
Na afloop van de Democratische voorverkiezingen in 2008 schreef Tyson op 6 juni een opiniestuk in The New York Times waarin hij een statistische analyse presenteerde van de recente opiniepeilingen. Uit deze analyse concludeerde Tyson dat als de verkiezingen waren gehouden op de publicatiedatum van zijn artikel, Barack Obama zou hebben verloren van John McCain terwijl Hillary Clinton McCain zou verslaan.
Tyson werkte samen met organisatie People for the Ethical Treatment of Animals (PETA) aan een boodschap van algemeen nut die stelde: "Je hoeft geen raketwetenschapper te zijn om te weten dat aardigheid een deugd is." Hij gaf ook een interview aan PETA, waarin hij het concept van intelligentie besprak (zowel van mensen als andere dieren), het tot dusver falen van mensen om betekenisvol te communiceren met andere dieren en de noodzaak voor mensen om empathisch te zijn.
Tyson is voorstander van het uitbreiden van de werkzaamheden van NASA. Hij stelde dat "de machtigste instantie voor de dromen van een natie momenteel onvoldoende gefinancierd wordt voor wat het dient te doen," en suggereerde dat het algemeen publiek de neiging heeft te overschatten hoeveel subsidie er verstrekt wordt aan het ruimteagentschap. In een toespraak van maart 2010 verklaarde hij, verwijzend naar het percentage van belastinggeld dat aan NASA wordt besteed: "Trouwens, hoeveel kost NASA? Het is 'n halve penny per dollar. Wist je dat? Mensen die zeggen: 'Waarom besteden we geld aan daarboven...?' vraag ik, 'Hoeveel denk je dat we uitgeven?' Ze zeggen 'vijf cent, tien cent per dollar.' "t Is een halve penny."
In maart 2012 getuigde Tyson voor het Amerikaanse Senaatscommissie voor Handel, Wetenschap en Vervoer: "Op dit moment is NASA's jaarlijkse budget een halve penny per dollar van je belasting. Voor het dubbele —één penny per dollar— kunnen we het land transformeren van een norse, ontmoedigde natie, uitgeput door economische worstelingen, tot één waar het haar 20e-eeuwse geboorterecht om te dromen van morgen weer heeft opgeëist." Geïnspireerd door Tysons aanbeveling en opmerkingen werd in 2012 door John Zeller de vzw Penny4NASA gesticht, die pleit voor het verdubbelen van NASA's budget tot 1% van de federale begroting, oftewel één "penny per dollar."

## Media-optredens

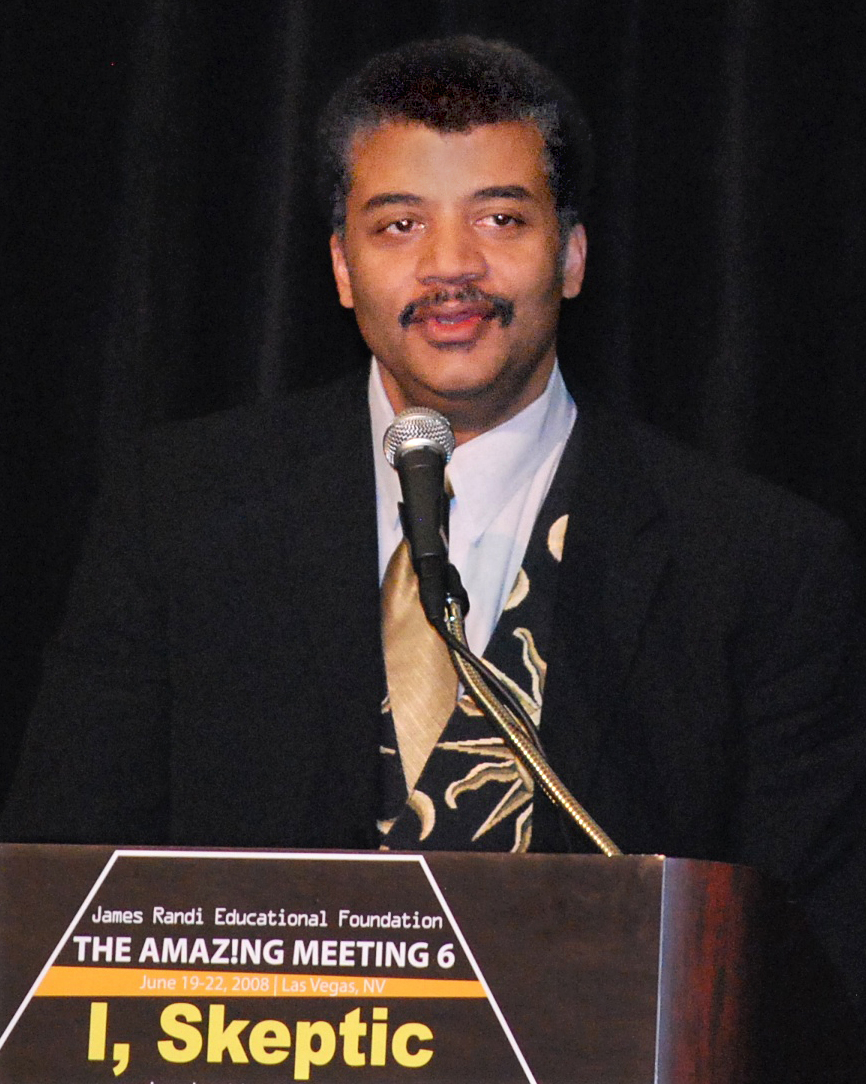
Neil deGrasse Tyson was de hoofdspreker op TAM6 van de JREF.

Als wetenschapscommunicator verschijnt Tyson regelmatig op televisie, radio en in verscheidene andere media. Hij is vaak te gast geweest bij The Colbert Report en gastheer Stephen Colbert verwijst naar hem in zijn comedyboek I Am America (And So Can You!), waar hij in zijn eerste hoofdstuk over wetenschappers opmerkt dat de meeste wetenschappers "nette, goedbedoelende mensen" zijn, maar - vermoedelijk niet serieus - "Neil DeGrasse [sic] Tyson is echt een monster." Hij is een aantal keren verschenen bij The Daily Show with Jon Stewart en een enkele keer bij Late Night with Conan O'Brien, The Tonight Show with Jay Leno, Late Night with Jimmy Fallon en The Rachel Maddow Show. Hij werkte als een van de belangrijkste geïnterviewden mee aan verscheidene afleveringen van het History-wetenschapsprogramma The Universe. Tyson nam deel aan de NPR-radioquiz Wait Wait... Don't Tell Me! in 2007. Hij is enkele malen verschenen op Real Time with Bill Maher en kwam ook voor in een aflevering van de Amerikaanse Weekend Miljonairs als de "expert-hulplijn". Tyson heeft ook vaak gesproken in het ochtendprogramma uit Philadelphia Preston and Steve en Ron and Fez van SiriusXM.
Tyson verscheen als geïnterviewde gast op de podcasts The Skeptics' Guide to the Universe, Radiolab en Skepticality en kwam voor in verscheidene Symphony of Science-videoclips.
In 2007 was Tyson de hoofdspreker tijdens de wijdingsceremonie van het nieuwe wetenschapscentrum, het Koch Center, van de Deerfield Academy. Hij benadrukte de inslag die de wetenschap zal hebben op de 21e eeuw en legde uit dat investeringen in de wetenschap weliswaar duur kunnen zijn, maar dat zij winst opleveren in de vorm van kennisverwerving, en dat het wekken van belangstelling van onschatbare waarde is. Tyson is ook als hoofdspreker verschenen op The Amazing Meeting (TAM), een wetenschap- en skepticismeconferentie die wordt georganiseerd door de James Randi Educational Foundation.

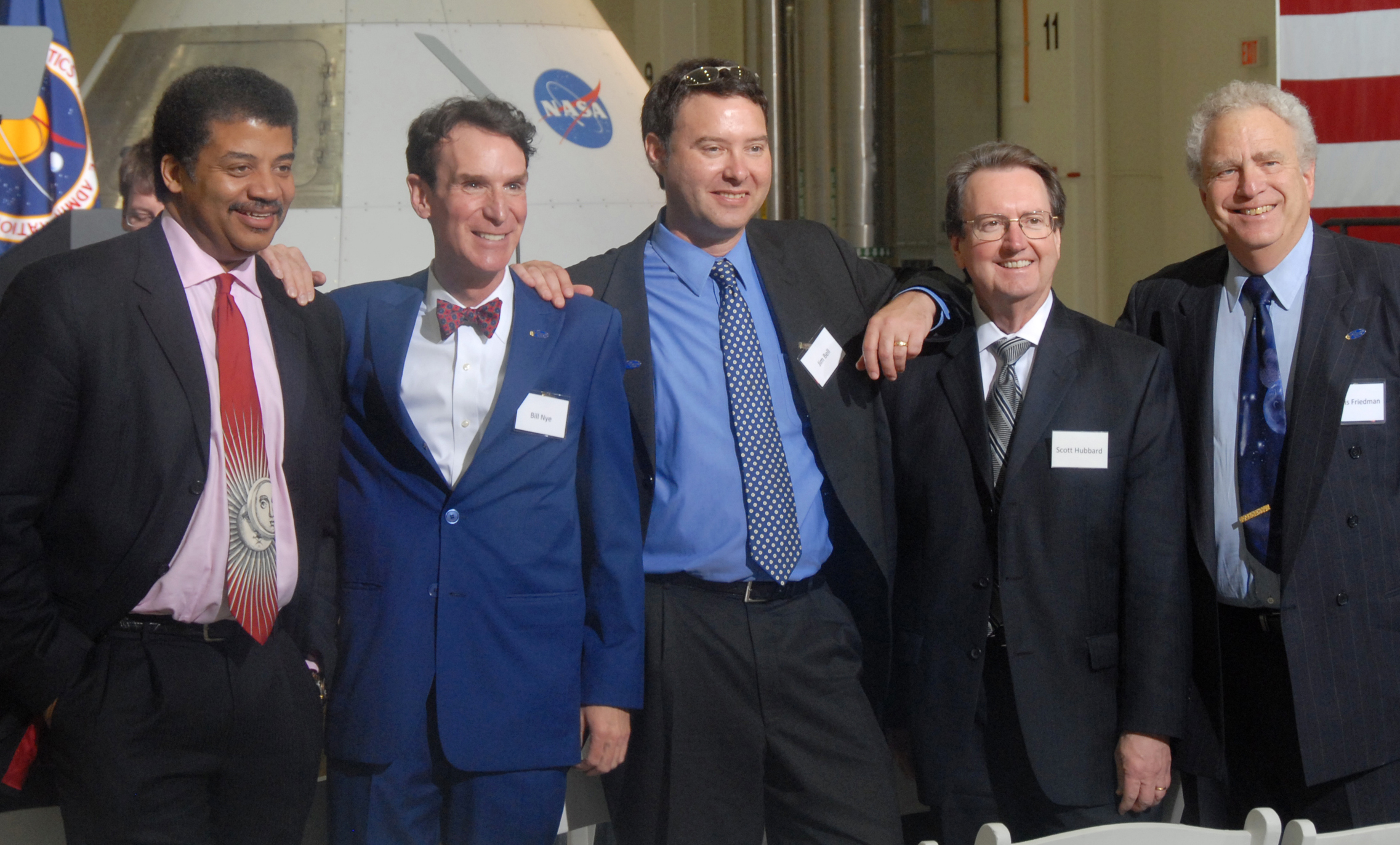
Tyson met collega Bill Nye. Groepsfoto op de Space Conference 2010.

Tyson vervulde een ererol als zichzelf in de aflevering "Brain Storm" van Stargate Atlantis, samen met Bill Nye, en in de aflevering "The Apology Insufficiency" van The Big Bang Theory.
Ook is Tyson een frequente deelnemer aan de AMA's (Ask Me Anythings, "Vraag-me-eenderwats") van de website Reddit, waar hij verantwoordelijk is voor drie van de tien populairste AMA's aller tijden.
Neil deGrasse Tyson speelde ook als zichzelf in een aflevering van Martha Speaks.
In Action Comics #14 (januari 2013), die op 7 november 2012 werd gepubliceerd, komt Tyson voor in een verhaal waarin hij vaststelt dat Supermans thuisplaneet Krypton rondcirkelde om de rode dwerg LHS 2520 in het sterrenbeeld Raaf op 27,1 lichtjaren van de Aarde. Tyson hielp DC Comics met het selecteren van een echt bestaande ster die goed zou passen bij Krypton als diens zon, en koos Raaf uit, wat overeenkomt met de mascotte van Supermans highschool, de Smallville Crows ("Raven van Smallville").
Tyson presenteert de populair-wetenschappelijke tv-serie Cosmos: A Spacetime Odyssey, een opnieuw bewerkte versie van Cosmos uit 1980, die in maart 2014 wordt uitgezonden door Fox en National Geographic Channel.
Hij sprak ook de stem van god in op Logic's album, "Everybody".

## Persoonlijk leven
Tyson woont in Lower Manhattan met zijn vrouw en twee kinderen.
Tyson is een wijnliefhebber wiens collectie verscheen in het nummer van mei 2000 van de Wine Spectator en het lentenummer 2005 van The World of Fine Wine.
De internetmeme 'We've got a badass over here' is gebaseerd op Tyson.

## Selectie van prijzen en eerbewijzen

### Prijzen
- 2001: Medal of Excellence, Columbia-universiteit, New York
- 2004: NASA Distinguished Public Service Medal
- 2007: Klopsteg Memorial Award
- 2009: Douglas S. Morrow Public Outreach Award van de Space Foundation voor invloedrijke bijdragen aan het publieke begrip van ruimtevaartprogramma's.[13]
- 2009: Isaac Asimov Award van de American Humanist Association[61]

### Selectie eredoctoraten
- 1997: York College, City University of New York
- 2000: Ramapo College, Mahwah, New Jersey
- 2000: Dominican College, Orangeburg, New York
- 2001: Universiteit van Richmond, Richmond, Virginia
- 2002: Bloomfield College, Bloomfield, New Jersey
- 2003: Northeastern University, Boston, Massachusetts
- 2004: College of Staten Island, City University of New York
- 2006: Pace University, New York
- 2007: Williams College, Williamstown, Massachusetts
- 2007: Worcester Polytechnic Institute, Worcester, Massachusetts
- 2008: University of Pennsylvania, Philadelphia, Pennsylvania
- 2010: University of Alabama in Huntsville, Alabama
- 2010: Rensselaer Polytechnic Institute, Troy, New New York
- 2010: Eastern Connecticut State University, Willimantic, Connecticut
- 2011: Gettysburg College, Gettysburg, Pennsylvania
- 2012: Mount Holyoke College, South Hadley, Massachusetts
- 2012: Western New England University, Springfield, Massachusetts

### Eerbewijzen
- 2000: Sexyste levende astrofysicus volgens People Magazine[62]
- 2001: De planetoïde 13123 Tyson wordt naar hem vernoemd van Asteroid 1994KA door de Internationale Astronomische Unie
- 2001: The Tech 100, door de redacteuren van Crain's Magazine verkozen tot de 100 invloedrijkste technologieleiders in New York
- 2004: Vijftig Belangrijkste Afro-Amerikanen in Onderzoekswetenschap[63]
- 2007: Harvard 100: Most Influential Harvard Alumni Magazine, Cambridge. Massachusetts
- 2007: The Time 100, door de redacteuren van Time Magazine verkozen tot de 100 invloedrijkste personen ter wereld[64]
- 2008: Discover Magazine selecteerde hem als een van de "50 Best Brains in Science".[65]

## Bibliografie

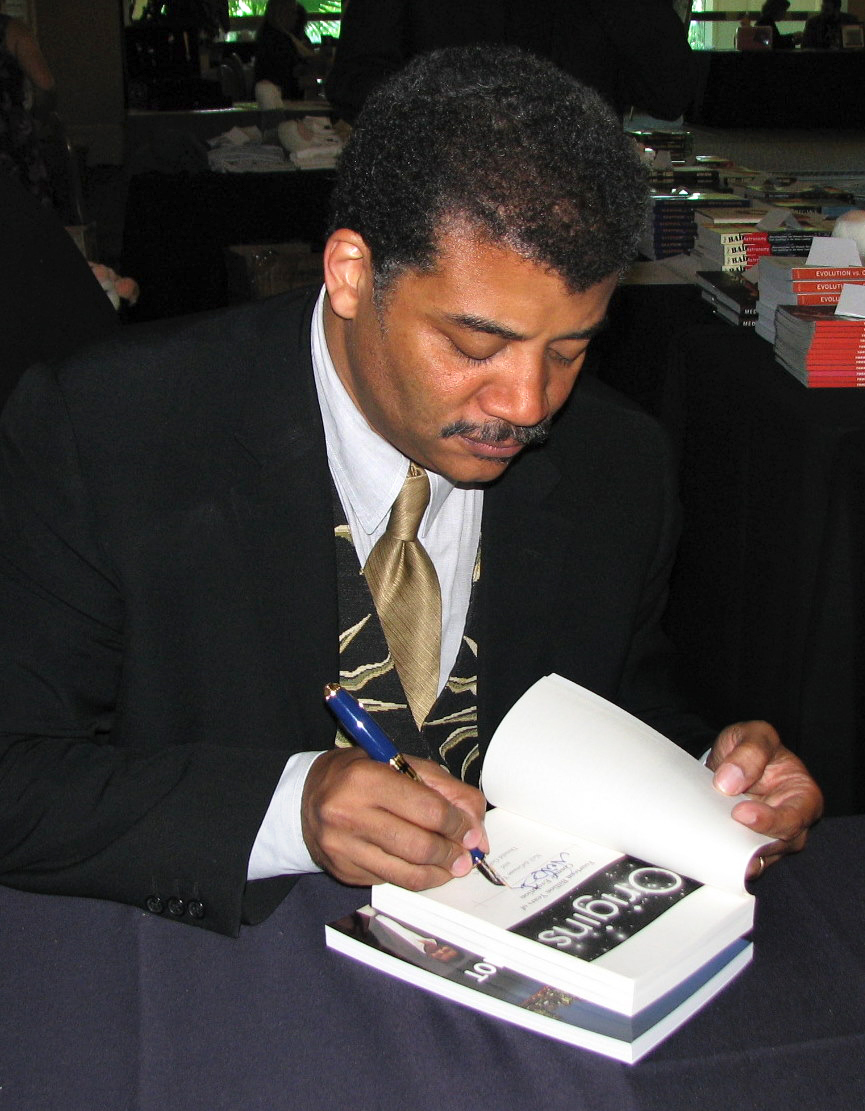
Tyson signeert een exemplaar van zijn boek Origins op TAM.